# العلاقات السورية الصينية
العلاقات الصينية السورية هي العلاقات الثنائية بين الحكومة الصينية والحكومة السورية.
بدأت العلاقات الدبلوماسية بين البلدين عام 1956 .

## العلاقة
نستطيع القول أن العلاقة بين الحكومتين هي نتاج العلاقة القوية بين الحزبين المسيطرين في كلا البلدين .
ومما ذُكِر عن العلاقات في موقع حزب البعث العربي الاشتراكي:
ويعمل الحزبان الآن على تطوير الاتصال مع الجماهير ورفع المستوى المعيشي لكلا الشعبين، كما يعملان على تعزيز الاستقرار وحمايته، وإن تعزيز تبادل الخبرات بين البلدين والحزبين يحمل الكثير من المعاني والقيم، لطالما أن الجانبين يعبّرا عن ارتياحهما ورضاهما عن التطور المستمر في العلاقات بين الحزبين، ولديهما الرغبة لمزيد من التطور في مختلف المجالات : الاقتصادية والتجارية، وعلى المستويات المختلفة. واللقاءات الهامة المستمرة بين الجانبين يمكنها أن تؤدي دوراً كبيرا في توسيع التفاهم ودفع العلاقات نحو مزيد من التطور، كما يسهم تبادل الزيارات في التعرف على الحضارة العريقة والمعالم الأثرية لكلا البلدين والإنجازات التي تحققت فيهما.

## زيارة الوفود الرسمية بين البلدين
- زيارة الرئيس الصيني هو جينتاو في عام 2001 سوريا .
- زيارة الرئيس السوري بشار الأسد وعقيلته بكين في حزيران 2004 على رأس وفد رسمي كبير ضم وزراء الخارجية والاقتصاد والنفط والثروة المعدنية والسياحة ورئيس هيئة تخطيط الدولة وعدد من رجال الإعمال السوريين.[2]
- زيارة وفد الحزب الشيوعي الصيني برئاسة وو قوان تشينغ عضو اللجنة الدائمة للمكتب السياسي للجنة المركزية للحزب أمين لجنة الفحص والتفتيش المركزية إلى سورية في نهاية تشرين الأول 2003 حيث توصل الحزبان إلى توقيع اتفاق للسنوات (2004 ـ 2006).
- زيارة وفد المجلس الوطني الاستشاري السياسي للشعب الصيني برئاسة لي مينغ نائب رئيس المجلس .
- وفد الحزب الشيوعي الصيني برئاسة هوانغ تشيندونغ عضو اللجنة المركزية للحزب أمين اللجنة الحزبية لبلدية تشونغتشينغ.[3]

## حجم التبادل التجاري بين البلدين
التبادل التجاري بين سورية والصين مع نهاية عام 2008 بلغ حوالي 2.27 مليار دولار، وفي الفترة الممتدة بين عامي 2010 و2012 التي شهدت أولى بدايات الأزمة السورية حوالي 3.5 مليار دولار.
وفي نهاية العام الرابع من بداية الحرب في سوريا عام 2014م انخفض التبادل التجاري إلى ما يقارب 210 مليون دولار وذلك بسبب انخفاض مستوى الطلب على البضائع وامتداد الأزمة الذي أدى لانخفاض مستوى الاقتصاد السوري وتراجع الصادرات والصناعات بشكل إجمالي، حيث بلغت الصادرات السورية إلى الصين فقط 125 مليون دولار مع نهاية ذلك العام.

## الموقف الصيني من الثورة السورية
وقفت الصين موقفا معارضا للثورة في سوريا بحكم علاقات الحزب الشيوعي الصيني مع حزب البعث العربي الاشتراكي حيث قامت الصين بالتصويت مع روسيا لصالح الحكومة السورية الحالية ضد القرارات التي حاولت الأمم المتحدة إصدارها.